# Distretto di Yuhuatai
Il distretto di Yuhuatai è un distretto dello Jiangsu, in Cina. È sotto l'amministrazione della città di Nanchino.